# Вледешть (Васлуй)
Вледешть, Вледешті (рум. Vlădești) — село у повіті Васлуй в Румунії. Входить до складу комуни Богденешть.
Село розташоване на відстані 256 км на північний схід від Бухареста, 20 км на південь від Васлуя, 78 км на південь від Ясс, 116 км на північ від Галаца.

## Населення
За даними перепису населення 2002 року у селі проживали 102 особи, усі — румуни. Усі жителі села рідною мовою назвали румунську.